# Menipea crispa
Menipea crispa är en mossdjursart som först beskrevs av Peter Simon Pallas 1766.  Menipea crispa ingår i släktet Menipea och familjen Candidae. Inga underarter finns listade i Catalogue of Life.